# PNC金融服务集团
浦瑞兴金融服务集团公司（缩写为PNC）是总部位于美国匹兹堡的1家银行控股、金融服务集团。PNC银行在全美19个州、华盛顿哥伦比亚特区共拥有2459个支行、9051台自动提款机。PNC也提供资产管理、财富管理、遗产规划、贷款等金融服务、信息处理服务。按总资产计算，PNC位于全美最大银行排名第8位。它是美国网点数第5位、客户存款总额第6位、ATM数量第4位的银行。银行名字中的“PNC”源于它前身2家公司Pittsburgh National Corporation和Provident National Corporation的缩写。2家公司于1983年合并。

## 当前运营情况

### 零售银行
PNC银行为消费者和企业提供银行服务，在美国拥有2459家支行，网点分布于阿拉巴马、特拉华、佛罗里达、佐治亚、肯塔基、印第安纳、伊利诺伊、马里兰、密苏里、新泽西、纽约、北卡罗来纳、俄亥俄、宾夕法尼亚、南卡罗来纳、弗吉尼亚、西弗吉尼亚、威斯康星州以及华盛顿特区。
PNC是为小型企业提供最多贷款的银行之一。

#### 虚拟钱包
虚拟钱包是一种可以通过移动应用同时访问支票账户和储蓄账户的服务。它提供三种账户：“Spend”支票账户、“Reserve”有息支票账户以及“Growth”储蓄账户。这项服务于2008年7月推出，主要面向对科技更为精通的新一代客户。2012年6月，该服务已有100万人使用。

### 贝莱德集团
PNC拥有贝莱德22%的股份，按资产规模排名，贝莱德是全球最大的资产管理公司。PNC的股权在2017年12月31日市值高达179亿美元。

### 威富公司(VF Corporation)
PNC拥有威富公司34.97%的股份

## 历史
PNC金融服务集团的历史可追溯至1845年4月10日成立于宾夕法尼亚州匹兹堡的匹兹堡信托和储蓄公司（Pittsburgh Trust and Savings Company）。匹兹堡花费了相当长的时间从火灾中恢复，因此该银行于1852年1月28日才全面运作，当时它的办公地点为自由大道和12街的交汇处。1853年，更名为匹兹堡信托公司（Pittsburgh Trust Company）。1858年，公司将其总部地点设立于匹兹堡第五大道和伍德街的交汇处，也就是PNC现在的总部所在地。1863年，由于国家银行法案，公司成为美国第一家申请国家银行宪章的银行，而后更名为匹兹堡第一国家银行（First National Bank of Pittsburgh）。它于1863年8月5日获得第48宪章，由于递交材料以及已在运作等原因，它没能最早获得宪章。
1959年，在一系列并购之后，该银行转变为匹兹堡国家银行（Pittsburgh National Bank），之后它成为匹兹堡国家集团（Pittsburgh National Corporation）的主要子公司。PNC的另一分支是在费城创立的Provident National Corporation，可追溯至19世纪中期。
1982年，这两家公司合为一体，成为PNC金融集团（PNC Financial Corporation）。这是当时美国史上最大的并购案，使新公司的总资产达103亿美元。1991年至1996年，PNC又收购了十几家较小的银行和金融机构，将其市场扩展至肯塔基和大纽约地区。
2020年11月16日，PNC同意以116亿美元现金收购BBVA美国。